# Stulna år
Stulna år (originaltitel: Girl, Interrupted) är en amerikansk dramafilm från 1999 i regi av James Mangold, som också har skrivit filmmanuset tillsammans med Lisa Loomer och Anna Hamilton Phelan. Filmen är baserad på en självbiografi av Susanna Kaysen. På Oscarsgalan 2000 vann filmen för bästa kvinnliga biroll till Angelina Jolie.

## Handling
Året är 1967. 18-åriga Susanna (spelad av Winona Ryder) skrivs in på ett mentalsjukhus efter att ha överdoserat aspirin ihop med vodka. Där träffar hon Lisa (Angelina Jolie), som varit intagen alltför länge. Susanna får diagnosen borderline personlighetsstörning, men hon har svårt att förstå sig på den. Hon skaffar sig fler vänner på hemmet och genom skrivande och tänkande blir hon till slut frisk.

## Rollista i urval
- Winona Ryder – Susanna Kaysen
- Angelina Jolie – Lisa Rowe
- Clea DuVall – Georgina Tuskin
- Brittany Murphy – Daisy Randone
- Elisabeth Moss – Polly "Torch" Clark
- Jared Leto – Tobias Jacobs
- Angela Bettis – Janet Webber
- Jeffrey Tambor – Dr. Melvin Potts
- Vanessa Redgrave – Dr. Sonia Wick
- Whoopi Goldberg – Valerie Owens, sjuksköterska
- Kurtwood Smith – Dr. Crumble

## Soundtrack
Filmen utspelar sig år 1967, och man får höra mycket musik från 1960-talet. Man får även höra musik som gjordes under början av 1970-talet.
Musik från filmen:
- Petula Clark - "Downtown" (man får även höra Winona Ryder och Angelina Jolie sjunga sången)
- The Doors - "Roadhouse Blues"
- The Chambers Brothers - "Time Has Come Today"
- The Band - "The Weight"
- Simon & Garfunkel - "Bookends"
- Jefferson Airplane - "Comin Back to Me"
- Aretha Franklin - "The Right Time"
- Skeeter Davis - "The End of the World"
- Wilco - "How to fight loneliness"

## Gökboet light
Filmen jämförs ofta med filmen Gökboet (1975) och en del kritiker har kallat för "Gökboet light". Även om filmerna utspelar sig i samma miljö, så finns det dock inga större likheter mellan dem.